# 586 (szám)
Az 586 (római számmal: DLXXXVI) egy természetes szám, félprím, a 2 és a 293 szorzata.

## A szám a matematikában
A tízes számrendszerbeli 586-os a kettes számrendszerben 1001001010, a nyolcas számrendszerben 1112, a tizenhatos számrendszerben 24A alakban írható fel.
Az 586 páros szám, összetett szám, azon belül félprím, kanonikus alakban a 21 · 2931 szorzattal, normálalakban az 5,86 · 102 szorzattal írható fel. Négy osztója van a természetes számok halmazán, ezek növekvő sorrendben: 1, 2, 293 és 586.
Az 586 négyzete 343 396, köbe 201 230 056, négyzetgyöke 24,20744, köbgyöke 8,36821, reciproka 0,0017065. Az 586 egység sugarú kör kerülete 3681,94659 egység, területe 1 078 810,351 területegység; az 586 egység sugarú gömb térfogata 842 910 487,5 térfogategység.